# Ponte do Azinhal
A  Ponte do Azinhal é uma estrutura histórica situada na freguesia de Vila Nova da Baronia, no Município de Alvito, em Portugal.

## Descrição e história
A ponte situa-se a cerca de 400 m da localidade de Vila Nova da Baronia, no sentido Sudoeste, e cruza a Ribeira do Azinhal, igualmente conhecida como Ribeira de Vila Nova da Baronia. Tem uma estrutura em pedra de xisto e argamassa de cal, com um tabuleiro rompante ladeado por guardas, e o pavimento em lajes, suportado por três arcadas de volta perfeita, sendo a central de maiores dimensões.
Embora seja popularmente conhecida como ponte romana, foi na realidade construída no século XVI, durante um período de grande expansão em Vila Nova da Baronia, durante o qual foram construídos ou reconstruídos vários santuários, como a Igreja Matriz. Fazia parte da estrada entre Beja e Montemor-o-Novo.
Posteriormente foi aberta uma estrada ao lado, ficando a ponte apenas para o tráfego pedonal. Foi alvo de estudos arqueológicos em 2000, como parte da elaboração da Carta Arqueológica do Concelho de Alvito, e em 2008, no âmbito da construção dos Blocos de Rega de Vale do Gaio.